# イオン中野店
イオン中野店（イオンなかのてん）は、長野県中野市にあるショッピングセンター（CSC）。2002年（平成14年）4月6日開店。
2011年（平成23年）3月1日、イオングループの総合スーパー業態のブランド名が「イオン」に統一されることにより店舗の名称がジャスコ新中野店からイオン中野店に変更された。

## アクセス
- 長野電鉄中野松川駅から徒歩15分
- 上信越自動車道信州中野インターチェンジから約6km